# Ónice Flores
Ónice Flores (Tegucigalpa, M.D.C., Francisco Morazán, 12 de septiembre de 1998) bailarina, modelo y presentadora de televisión hondureña.

## Biografía
Nació en Tegucigalpa, M.D.C. del departamento de Francisco Morazán, el 12 de septiembre de 1998. Saltó a la fama luego de haber sido la palillona que más impactó los desfiles patrios, desarrollados cada año en conmemoración de la independencia de Honduras, el pasado 15 de septiembre de 2015. Estudia la carrera de Psicología en la Universidad José Cecilio del Valle.
Representó a Honduras en el Miss Teen Mundial 2017. La Ceremonia de elección y  de la próxima Miss Teen Mundial se realizó el pasado sábado 29 de julio de 2017, en el Teatro Fepade, ubicado frente a La Gran Vía en El Salvador. El certamen se creó con el objetivo de promover el turismo en El Salvador. Asimismo, para inculcar liderazgo, educación y preparación, entre los jóvenes del mundo.
Es conocida como Campanita. También es considerada la chica de las redes sociales de Honduras.

## Televisión
Ónice trabajó para los medios de comunicación más influyentes de Honduras; la Corporación Televicentro y Hable Como Habla (HCH), presentando programas de entretenimiento. En diciembre de 2017 se surgió la noticia de que formaría parte de un nuevo canal que pertenece a Grupo Opsa, llamado go tv.